# Agua Escondida, San Juan Bautista Tlachichilco
Agua Escondida är en ort i Mexiko.   Den ligger i kommunen San Juan Bautista Tlachichilco och delstaten Oaxaca, i den sydöstra delen av landet, 220 km söder om huvudstaden Mexico City. Agua Escondida ligger 1 424 meter över havet och antalet invånare är 114.
Terrängen runt Agua Escondida är kuperad. Runt Agua Escondida är det glesbefolkat, med 12 invånare per kvadratkilometer. Närmaste större samhälle är Santiago Tamazola, 11,0 km nordost om Agua Escondida. I omgivningarna runt Agua Escondida växer huvudsakligen savannskog.